# 아르얀로드 베르흐 돈
아르얀로드 베르흐 돈(웨일스어: Arianrhod ferch Dôn [arˈjanr̥ɔd vɛrχ doːn])는 웨일스 신화 마비노기 제4가지에 등장하는 인물이다. 돈의 딸이며 그위디온과 길바이수이의 누이다. 프러데인 섬의 삼인조에 따르면 아버지는 벨리 마우르다. 마비노기에서 아르얀로드 남매는 귀네드 왕국의 왕 마스의 조카다. 
아르얀로드의 외삼촌 마스 왕은 전쟁터에 나가지 않을 때면 처녀의 무릎에 발을 올려놓고 기력을 보충해야 했다. 길바이수이가 마스의 무릎베개 역할을 하던 고이윈에게 음심을 품자, 모사꾼 기질이 있는 그위디온이 마스를 전쟁터로 내보내기 위해 더베드 왕국의 프러데리 왕을 등쳐먹는다. 분노한 프러데리가 전쟁을 선포하자 마스는 전쟁터에 나가고, 그 사이 길바이수이가 고이윈을 강간한다. 프러데리가 그위디온에게 죽고 전쟁터에서 돌아온 마스는 전후사정을 알게 된 뒤 조카들을 암수 동물로 변신시켜 3년간 세 마리의 새끼를 치는 벌을 내리고, 고이윈에게 보상을 해주기 위해 고이윈을 자기 왕비로 맞는다. 
어쨌든 새로운 무릎베개가 필요해진 마스는 인간으로 돌아온 그위디온에게 처녀를 물색해오라 명한다. 그위디온은 자기 누이 아르얀로드를 추천한다. 마스는 아르얀로드의 처녀성을 시험하기 위해 자기 마법봉을 땅에 놓고 그것을 밟고 서 보라고 한다. 아르얀로드가 그 말에 따르자, 그 자리에서 선 채로 덜란 아일 돈을 낳는다. 수치심에 사로잡힌 아르얀로드가 도망치다가 고깃덩어리 하나를 더 낳는다. 덜란은 세례를 받자마자 바다로 나간다. 그위디온이 고깃덩어리를 궤짝에 넣고 얼마 뒤에 궤짝을 열어보니 고깃덩어리가 남자아기가 되어 있었다. 아기는 보통 사람의 두 배 속도로 자랐으며, 4살이 되자 8살 먹은 소년과 같았다. 그위디온은 아이를 데리고 아르얀로드의 카이르로 가서 모자상봉을 시킨다.
하지만 아르얀로드는 자신이 당했던 망신을 잊지 않았기에 자기 외에 아무도 아이에게 이름을 붙여줄 수 없을 것이라는 텅게드(아일랜드 신화의 기아스와 같은 것)를 건다. 그위디온은 신기료로 둔갑해서 아르얀로드에게 다시 가 신발을 맞춰 주겠다고 한다. 그 동안 아이는 돌로 새를 한 번에 때려맞추는 신기를 보이는데, 그것을 본 아르얀로드가 “저 빛나는 머리카락의 아이는 참으로 솜씨가 좋구나”라고 말했다. 그러자 그위디온이 둔갑을 벗어던지고 아르얀로드가 방금 아들에게 ‘솜씨가 좋은 빛나는 자(러이 라우 거페스)’라는 이름을 붙여 주었다고 말한다. 아르얀로드는 러이에게 자기 말도 아무도 그에게 무기를 줄 수 없다는 두 번째 텅게드를 건다. 몇 년 뒤 그위디온과 러우는 이번에는 음유시인으로 둔갑해서 아르얀로드의 카이르를 재방문한다. 그위디온은 능숙한 이야기꾼이라 아르얀로드의 궁정을 즐겁게 해 준다. 그날 밤 모두가 잠든 사이 그위디온은 싸움배 한 선단을 소환한다. 아르얀로드는 손님들에게 무기와 갑옷을 주며 자신을 도와 방어전에 나서라고 한다. 그러자 그위디온은 환상과 둔갑을 모두 치워 버리고 아르얀로드를 두 번째로 속이는 데 성공했음을 밝힌다. 아르얀로드는 러우에게 어떤 여자도 그 아내가 되지 못하리라는 세 번째 텅게드를 건다. 그위디온은 마스와 함께 참나무, 금작화, 조팝나무 꽃을 모아 여자(블로데이왜드)를 만들어냄으로써 이 저주를 파훼한다.